# Golfo de Valência

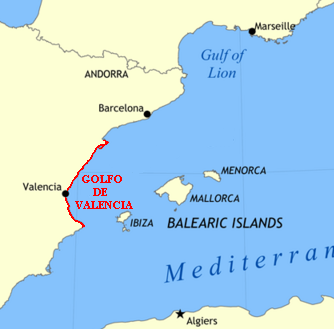
Mapa do golfo de Valência

O golfo de Valência é uma enseada do mar das Baleares, no Mediterrâneo Ocidental, na costa oriental de Espanha. Vai desde o cabo da Nau (Alicante) a sul, até ao cabo de Tortosa no delta do Ebro (Tarragona) a norte, abarcando uma linha de costa de aproximadamente 400 km, e integrando nas suas águas o arquipélago das ilhas Columbretes frente à costa da província de Castellón.